# Jonathan Richman
Jonathan Michael Richman (Natick, Massachusetts, 16 de mayo de 1951) es un cantante, compositor y guitarrista estadounidense. En 1970, fundó the Modern Lovers, una influyente banda proto-punk con la que grabó varios discos hasta fines de los años 1980. Desde entonces y hasta la actualidad, se ha desempeñado como solista. Es conocido también por ser el compositor e intérprete de la banda sonora original de la película de 1998 There's Something About Mary.

## Discografía

### Discos de estudio

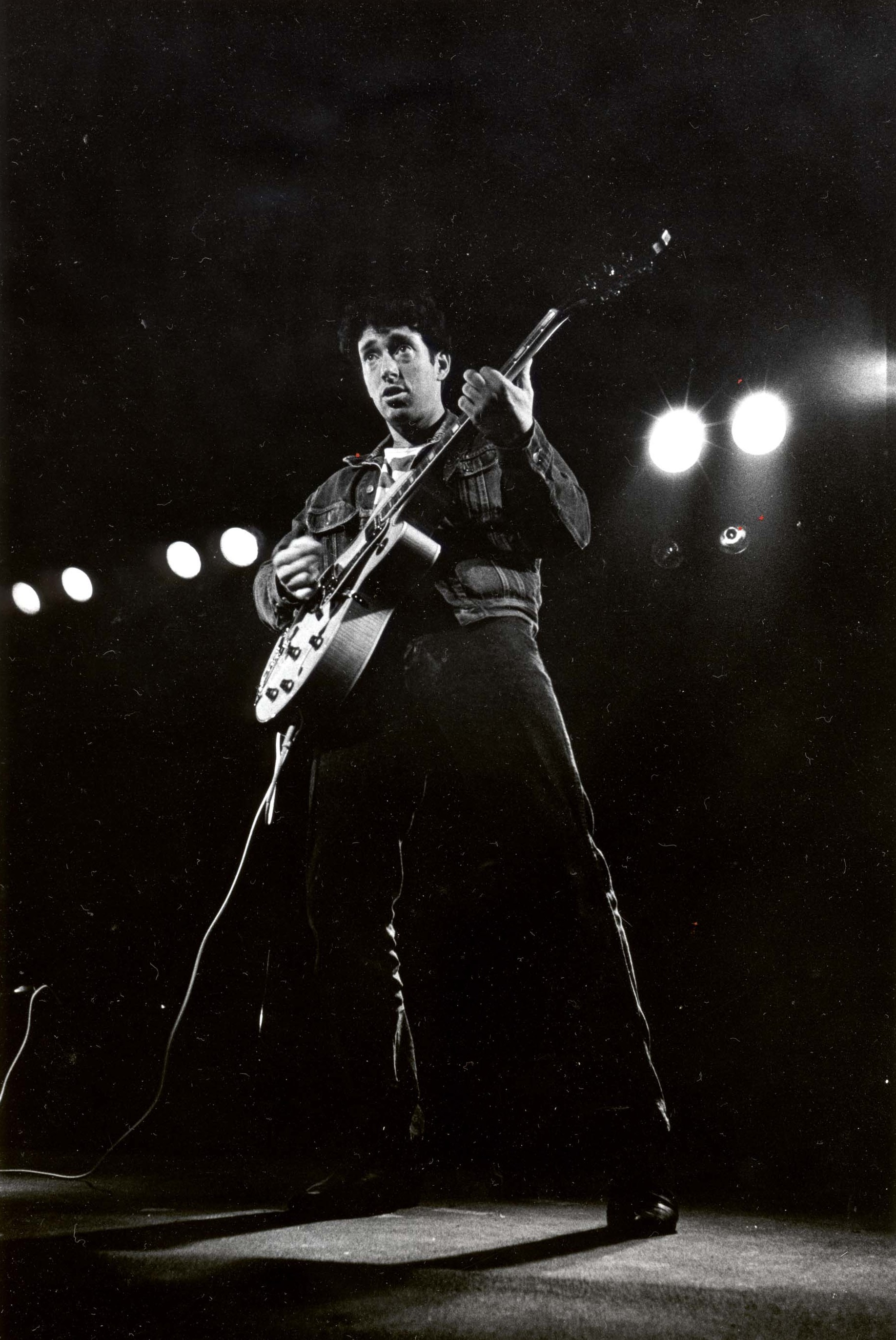
Jonathan Richman en Tokio, década de 1980

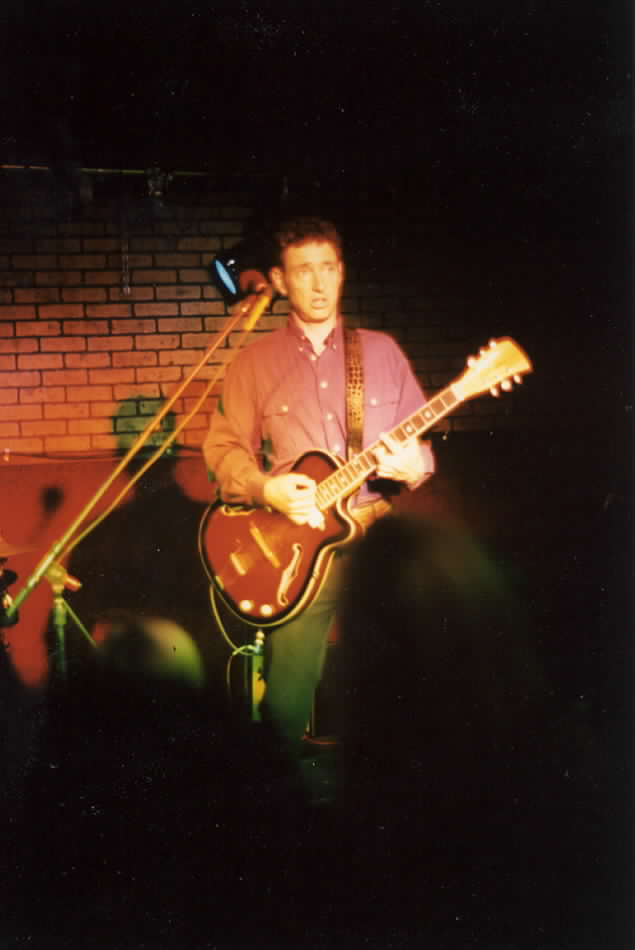
En Ann Arbor, Míchigan

#### The Modern Lovers
- The Modern Lovers (1976)
- The Original Modern Lovers (1981)

#### Jonathan Richman and the Modern Lovers
- Jonathan Richman and the Modern Lovers (1976)
- Rock 'n' Roll with the Modern Lovers (1977)
- Back in Your Life (1979)
- Jonathan Sings! (1983)
- Rockin' and Romance (1985)
- It's Time For (1986)
- Modern Lovers 88 (1987)
- The Best Of Jonathan Richman & the Modern Lovers (1999)

#### Jonathan Richman
- Jonathan Richman (1989)
- Jonathan Goes Country (1990)
- Having a Party with Jonathan Richman (1991)
- I, Jonathan (1992)
- ¡Jonathan, Te Vas a Emocionar! (1994)
- You Must Ask the Heart (1995)
- Surrender to Jonathan (1996)
- I'm So Confused (1998)
- Radio On/Stop And Shop with the Modern Lovers (2 on 1) (1998)
- Her Mystery Not of High Heels and Eye Shadow (2001)
- Not So Much to Be Loved as to Love (2004)
- Revolution Summer (2007)
- Because Her Beauty Is Raw and Wild (2008)
- ¿A qué venimos sino a caer? (2008)
- O Moon, Queen of Night on Earth (2010)
- Ishkode! Ishkode! (2016)
- SA (2018)

### Discos en vivo
- Modern Lovers 'Live' (1977)
- Live at the Longbranch Saloon (1992)
- Precise Modern Lovers Order (1994)
- Live at the Longbranch and More (1998)